# The family link
The family link of 師奶兵團 is een 21 afleveringentellende Hongkongse serie van TVB. De serie speelt zich af in het heden en gaat over de dagelijkse problemen van huisvrouwen.

## Rolverdeling
- Sheren Tang als Ah Mong 阿檬/mevrouw Fong/Mong Kar-Kar 蒙嘉嘉
- Cecilia Yip als Ting Mui-Heung 丁梅香
- Kiki Sheung als Cho Mei-Ngo 曹美娥/Fei Ngo 肥娥
- Michael Tse als Fong Yin-Cho 方彥祖
- David Chiang als Ko Wing-Kuen 高永權
- Leila Tong als Su Siu-Man 舒小曼
- Kenneth Ma als Gum Shing-Chun 甘誠俊
- Derek Kwok als Cheuk Kam-Piu 卓錦標
- Ai Wei als Ma Tai-Ha 馬大哈
- Fala Chen als Angela
- Chan Kei als mevrouw Wong 黃太
- Eileen Yeow als mevrouw Se 佘太
- Sherming Yiu als ?
- Jacky Wong als Fong Tat 方達

## Verhaal
Mevrouw Fong of Ah Mong (Sheren Tang), mevrouw Ma of Fei Ngo (Kiki Sheung) en mevrouw Cheuk of Hilary (Cecilia Yip) zijn goede vriendinnen en hebben veel ervaring met het grootbrengen van een gezin, want ze zijn immers fulltime huisvrouwen. Ze zijn verspreiden veel roddels en zijn zelfverzekerd dat hun families ideaal zijn. De drie huisvrouwen geven meneer Ko (David Chiang) raad hoe hij zijn dochter moet grootbrengen. De vrouwen komen erachter dat hun echtgenoten iets voor hun verbergt. Ah Mong denkt dat zijn man, Joe (Michael Tse) zich soms als vrouw verkleed. Fei Ngo's man (Ai Wei) zou een andere vrouw hebben en Hilary denkt dat haar man Bill (Derek Kwok) een andere vrouw en aids heeft.
YoYo, Siu-Man Leila Tong)'s beste vriendin is volgens Siu-Man door toe doen van de drie huisvrouwen overleden. Maar later ontdekken zij en de huisvrouwen wie haar heeft vermoord. Niemand heeft verwacht de deze persoon haar zou vermoorden en de vier vrouwen zijn in shock.
Welcome to the house 高朋滿座 · Best selling secrets 同事三分親 · The conquest 爭霸 · Ten brothers 十兄弟 · War and destiny 亂世佳人 · A change of destiny 天機算 · The family link 師奶兵團 · The green grass of home 緣來自有機 · Devil's disciples 強劍 · Fathers and sons 爸爸閉翳 · Steps 舞動全城 · Men don't cry 奸人堅 · Word twisters' adventures 鐵咀銀牙 · The building blocks of life 建築有情天 · The brink of law 突圍行動 · Best bet 迎妻接福 · Life art 寫意人生 · Heart of greed 溏心風暴 · On the first beat 學警出更 · The drive of life 歲月風雲 · The ultimate crime fighter 通天幹探 · Marriage of inconvenience 兩妻時代 · Survivor's law II 律政新人王II · The colours of love 森之愛情 · Heavenly in-laws 我外母唔係人 · The slicing of the demon 凶城計中計 · Phoenix rising 蘭花劫